# Fritz Semb-Thorstvedt
Fritz Semb-Thorstvedt (Hedrum, 18 maggio 1892 – 21 novembre 1975) è stato un calciatore norvegese, di ruolo attaccante.

## Carriera

### Club
Semb-Thorstvedt giocò con la maglia del Frigg.

### Nazionale
Conta 3 presenze per la Norvegia. Esordì il 6 ottobre 1918, nella sconfitta per 4-0 contro la Danimarca.

## Palmarès

### Club

#### Competizioni nazionali
- Coppa di Norvegia: 2

Frigg: 1916, 1912